# Volodymyr Hoestov
Volodymyr Joerijovytsj Hoestov (Oekraïens: Володимир Юрійович Густов) (Kiev, 15 februari 1977) is een Oekraïens voormalig wielrenner die in 2012 zijn carrière afsloot bij Saxo Bank-Tinkoff. Hij nam in 2000 deel aan de Olympische Spelen te Sydney. In de wegwedstrijd kwam hij als 65e over de eindstreep.

## Belangrijkste overwinningen
1999
Ronde van Lombardije voor beloften
2003
Eindklassement Regio Tour
2006
1e etappe deel B Internationale wielerweek (TTT)
5e etappe Ronde van Italië (TTT)
1e etappe Ronde van Spanje (TTT}
2007
2e etappe Ronde van Duitsland (TTT)

## Resultaten in voornaamste wedstrijden
| Jaar | Ronde van Italië | Ronde van Frankrijk | Ronde van Spanje |
| ---- | ---------------- | ------------------- | ---------------- |
| 2000 |                  |                     | 44e              |
| 2001 |                  |                     |                  |
| 2002 |                  | 40e                 |                  |
| 2003 |                  | opgave              | 64e              |
| 2004 | 103e             |                     | 97e              |
| 2005 | 93e              | 104e                |                  |
| 2006 | 62e              |                     | 54e              |
| 2007 | 69e              |                     | 35e              |
| 2008 |                  | 46e                 | opgave           |
| 2009 | 54e              | 45e                 |                  |
| 2010 | 61e              | 34e                 |                  |
| 2011 | 72e              |                     | 80e              |
| 2012 | 63e              |                     |                  |

| Jaar | Milaan-San Remo | Parijs-Roubaix | Amstel Gold Race | Luik-Bast.‑Luik | Ronde van Lombardije | Waalse Pijl |  | WK op de weg |  | Wereldranglijsten |
| ---- | --------------- | -------------- | ---------------- | --------------- | -------------------- | ----------- |  | ------------ |  | ----------------- |
| 2000 |                 | opgave         |                  |                 |                      |             |  |              |  |                   |
| 2001 | 111e            | opgave         |                  |                 |                      |             |  |              |  |                   |
| 2002 |                 |                |                  | 43e             |                      | 30e         |  |              |  |                   |
| 2003 |                 |                |                  | 51e             | 76e                  | 60e         |  | 59e          |  |                   |
| 2004 |                 |                |                  |                 |                      |             |  | 55e          |  |                   |
| 2005 |                 |                | 114e             | 107e            |                      | 61e         |  |              |  |                   |
| 2006 | 143e            |                |                  |                 | 62e                  |             |  |              |  | 192e (UPT)        |
| 2007 |                 |                |                  |                 |                      |             |  |              |  |                   |
| 2008 |                 |                |                  |                 | 71e                  |             |  |              |  |                   |
| 2009 |                 |                |                  | 104e            | 64e                  | 107e        |  |              |  |                   |
| 2010 |                 |                |                  | 117e            |                      | 102e        |  |              |  |                   |
| 2011 |                 |                |                  |                 | 44e                  |             |  |              |  |                   |

Wielerploegen van Volodymyr Hoestov
Baldato · Balducci · Belli · Ferrigato · Fincato · Frigo · Giordani · Hoestov · Konysjev · Loda · Mazzanti · Peron · Petacchi · Petito · Rumšas · Tiralongo · Tosatto · Valjavec
Baldato · Basso · Belli · Casagrande · Fincato · Frigo · Giordani · Hoestov · Ivanov · Kirchen · Konysjev · Loda · Mazzanti · Peron · Petacchi · Petito · Pozzi · Rumšas · Tiralongo · Tosatto · Valjavec · Albasini (stagiair) · Moletta (stagiair) · Pietropolli (stagiair)
Baldato · Bartoli · Basso · Belli · Filippo Casagrande · Francesco Casagrande · Hoestov · Hontsjar · Ivanov · Kirchen · Konysjev · Loda · Montgomery · Nocentini · Petacchi · Petito · Pozzi · Štangelj · Tiralongo · Tosatto · Valjavec · Velo · Zanette · Zanotti · Facci (stagiair) 
Bartoli · Basso · Bruseghin · Cancellara · Chicchi · Cioni · de los Ángeles · Facci · Frigo · González · Hoestov · Ivanov · Kirchen · Larsson · Loda · Montgomery · Petacchi · Petito · Pozzato · Štangelj · Tosatto · Trenti · Valjavec · Velo · Zanette (tot 10/01) · Zanotti · Sánchez (stagiair)
Bruseghin · Cancellara · Chicchi · Cioni · Codol · Danielson · De Angeli · de los Ángeles · Facci · Flecha · Frigo · González · Hoestov · Kirchen · Larsson · Ongarato · Petacchi · Petito · Pozzato · Sacchi · Sánchez · Tosatto · Trenti · Vandenbroucke (tot 15/09) · Velo
Aug · Baldato · Bernucci · Bossoni · Bruseghin · Cancellara · Chicchi · Codol · Corioni · Facci · Flecha · Frigo · Giunti · Hauptman · Hoestov · Kirchen · Larsson · Nibali · Ongarato · Petacchi · Petito · Sacchi · Sánchez · Siwtsow · Tosatto · Velo
Arvesen ·
Bak ·
Basso ·
Blaudzun · 
Breschel ·
Cancellara   ·
Cuesta ·
Hoestov ·
Johansen ·
Julich ·
Klostergaard ·
Kroon ·
Ljungqvist ·
Lombardi ·
Luttenberger ·
Michaelsen · 
Müller ·
O'Grady ·
Pedersen ·
Peron ·
Piil ·
Roberts ·
Sastre ·
A. Schleck ·
F. Schleck ·
Sørensen · 
Vandborg ·
Vande Velde ·
Voigt ·
Zabriskie
Arvesen · Bak · Blaudzun · Breschel · Cancellara     · Cuesta · Goss · Haedo · Hoestov · Johansen · Julich · Klostergaard · Kolobnev · Kroon · Ljungqvist · Lund · Michaelsen (tot 15/04) · O'Grady · Pedersen · Roberts · Sastre · A. Schleck · F. Schleck · C. A. Sørensen · N. Sørensen · Vande Velde · Voigt · Zabriskie
Arvesen ·
Bak ·
Blaudzun · 
Bøchman ·
Breschel ·
Cancellara     ·
Cuesta ·
Goss ·
Haedo ·
Hoestov ·
Johansen (tot 30/04) ·
Julich ·
Klostergaard ·
Kolobnev ·
Kroon ·
Larsson ·
Ljungqvist ·
Lund ·
McCartney ·
McGee · 
O'Grady ·
Sastre ·
A. Schleck ·
F. Schleck ·
C. A. Sørensen ·
N. Sørensen · 
Steensen ·
Van Goolen ·
Voigt ·
Bellis (stagiair) ·
Didier (stagiair) · 
Fuglsang (stagiair)
Cuesta · Deignan · Fleeman · Florencio · Gerrans · Gómez Marchante · Hammond · Haussler · Hoestov · Hunt · Hushovd · King · Klier · Konovalovas · Lancaster · Lloyd · Novoa · Pauwels · Pujol · Rasch · Reimer · Rollin · Roulston · Sastre · Wyss · Appollonio (stagiair)
Appollonio · Bos · Cuesta · Correia · Deignan · Denifl · Florencio · Hammond · Haussler · Hoestov · Hunt · Hushovd  · King · Klier · Konovalovas · Lancaster · Lloyd · Novoa · Pujol · Rasch · Reimer · Rollin · Sastre · Tondó · Wyss · Teklehaimanot (stagiair) · Wetterhall (stagiair)
Bellis · 
Boaro ·
Christensen ·
Contador ·
Cooke ·
Didier ·
J. J. Haedo ·
L. S. Haedo ·
Hoestov ·
Hernández ·
Jørgensen ·
Klostergaard ·
Larsson ·
Majka ·
Marycz ·
Mørkøv ·
Navarro ·
Noval ·
Nuyens ·
Porte ·
Roberts ·
C. A. Sørensen ·
N. Sørensen · 
Steensen ·
Tanner ·
Tosatto ·
Vandborg ·
Margaliot (stagiair)
Boaro ·
Cantwell · 
Christensen ·
Contador ·
J. J. Haedo ·
L. S. Haedo ·
Hoestov ·
Hernández ·
Juul-Jensen ·
Jørgensen ·
Klostergaard ·
Kroon ·
Lund ·
Majka ·
Margaliot ·
Marycz ·
Miyazawa ·
Mørkøv ·
Navarro ·
Noval ·
Nuyens ·
Paulinho ·
Pires ·
Roberts ·
C. A. Sørensen ·
N. Sørensen · 
Steensen ·
Tanner ·
Tosatto ·
Vinther